# Instituto de Cerámica y Vidrio
El Instituto de Cerámica y Vidrio (ICV) es un centro estratégico del Consejo Superior de Investigaciones Científicas (CSIC).  Tiene como objetivo generar conocimiento científico en el campo de la cerámica y el vidrio para transferir los conocimientos al sector productivo. Las áreas en las que trabaja se relacionan con energía, cambio climático, economía circular y salud. Las soluciones de I+D en las que trabaja se realizan bajo un enfoque multidisciplinar.

## Historia
En el año de 1954, la Sección de Silicatos del Instituto de Edafología del CSIC pasó a convertirse en el Departamento de Silicatos, dependiente del Patronato Juan de la Cierva, al que se traslada el profesor V. Aleixandre con todo su grupo de colaboradores integrado por los profesores A. G. Verduch, Álvarez-Estrada y la profesora Julía Mª González Peña.
El día 22 de junio de 1964, la Junta de Gobierno del Patronato Juan de la Cierva aprueba que el departamento se eleve a la categoría de Instituto, asignándole la denominación de Instituto de Cerámica y Vidrio (ICV).  
Entre los años de 1965 y 1971 el ICV-CSIC estuvo ubicado en el complejo de edificios anejos a la sede central del CSIC, en las proximidades de la calle Serrano en Madrid, ocupando la primera planta del número 113. Compartió edificio con otras divisiones del CSIC.
A finales de 1971 el ICV-CSIC se traslada al municipio madrileño de Arganda del Rey. Un edificio con una superficie construida de cuatro mil metros cuadrados. En aquel momento las líneas de investigación desarrolladas por el centro estudiaban los problemas científico- tecnológicos de la cerámica y el vidrio de la época. Los trabajos de investigación y las exigencias de la industria abordaban los problemas con la siguiente clasificación: materia primas, refractarios, vidrios, tierra cocida y cerámica blanca.
El día 1 de septiembre de 2002, el ICV-CSIC, comenzó su actividad en las instalaciones del campus de Cantoblanco de la Universidad Autónoma de Madrid. El  edificio de tres plantas con 6500 m² es la sede actual del Instituto de Cerámica y Vidrio. El ICV está integrado por cuatro departamentos: Cerámica, Electrocerámica, Química física de superficies y procesos, y Vidrios.

## Grupos y líneas de investigación
L1. Materiales cerámicos y vidrios para la energía, el medioambiente y el transporte
- Materiales y recubrimientos bajo condiciones severas de trabajo.
- Materiales para Aplicaciones Electroquímicas.
- Vidrios, vitrocerámicos y materiales sol-gel para una sociedad sostenible.

L2. Procesamiento avanzado de materiales y sistemas cerámicos con aplicación estructural y multifunciona
- Diagramas de equilibrio de fases en sistemas de interés cerámico. Aplicación al diseño y obtención de biocerámicas y cerámicas estructurales de alta temperatura.
- Materiales micro-nanoestructurados funcionales cerámicos.
- Tecnologías de procesamiento coloidal innovadoras.

L3. Materiales cerámicos y vidrios con impacto social e industrial
- Tecnologías convencionales para nuevos productos eco-sostenibles.
- Arqueometría y patrimonio cultural de cerámicas y vidrios.[4]

## Materiales de trabajo
Los materiales cerámicos comprenden compuestos inorgánicos con enlaces iónicos y covalentes y presentan una microestructura. Ejemplos de materiales cerámicos son las porcelanas. Los vidrios no presentan un orden cristalino y generalmente carecen de dicha microestructura. Los materiales cerámicos y vítreos se someten a tratamiento térmico responsable de los cambios en la organización molecular. Mientras que los materiales cerámicos se conforman a baja temperatura, los vidrios se conforman en caliente. Los materiales cerámicos y vítreos presentan propiedades de interés tecnológico que les permiten estar presente en un número importante de aplicaciones como son: biocerámicas, electrocerámicas, estructurales, recubrimientos, vidrio óptico, entre otros.

## Transferencia de conocimiento
El ICV-CSIC se relaciona con el mundo industrial mediante transferencia de tecnología, consecuencia del aumento en la protección de la propiedad industrial (patentes), motivado por la mayor internacionalización de la actividad científica y del incremento del número de proyectos de investigación financiados por empresas. Las patentes se orientan a nanotecnología, recubrimientos y biomateriales.

## Biblioteca
La Biblioteca Unificada ICV-ICMM-ICP Salvador de Aza, integrada en la Red de Bibliotecas y Archivos del CSIC, ofrece servicios de información especializada a los siguientes centros de investigación: Instituto de Catálisis y Petroleoquímica (ICP), Instituto de Cerámica y Vidrio (ICV) e Instituto de Ciencia de Materiales de Madrid (ICMM).[cita requerida]